# Красилівка (Звягельський район)
Краси́лівка — село в Україні, у Звягельському районі Житомирської області. Населення становить 528 осіб.

## Історія

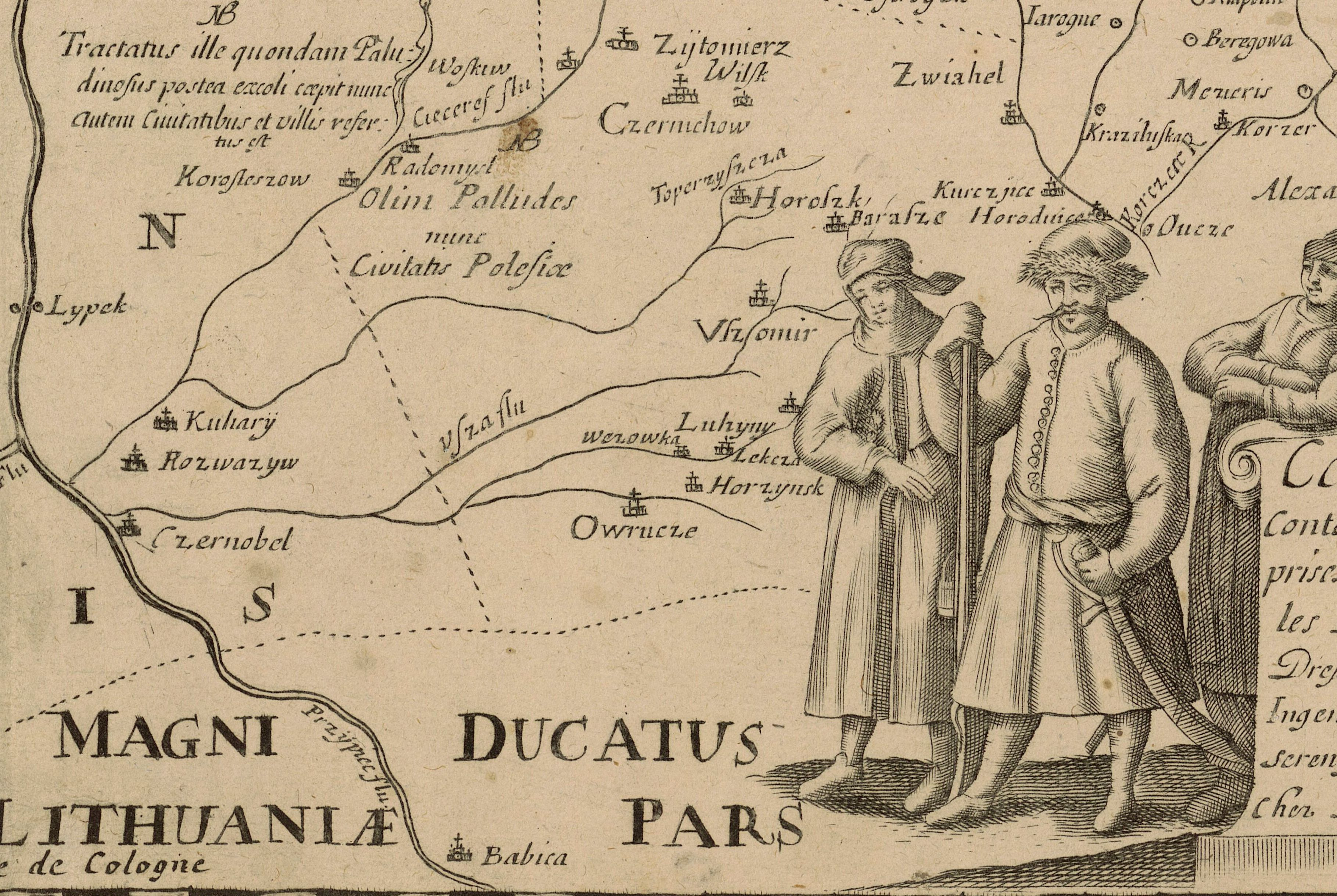
Красилівка на мапі Боплана, 1648 рік

У 1906 році село Піщівської волості Новоград-Волинського повіту Волинської губернії. Відстань від повітового міста 14 верст, від волості 10. Дворів 144, мешканців 822.
Починаючи з другої половини 1920-х років радянською владою посилилися репресії проти церкви на Житомирщині. Заборонялися релігійні видання, закривалися або навіть руйнувалися церкви, костьоли, синагоги, молитовні будинки. Так у березні 1930 року жителі Красилівки вимагали від сільради повернути на місце зняті з церкви дзвони. Селяни оточили будівлю, після чого виламали двері у приміщення і побили голову сільради. Як наслідок у село була направлена спецгрупа ДПУ, яка приступила до арешту селян, обвинувачуючі їх у куркульстві та контрреволюційній діяльності. Спочатку селяни чинили опір, внаслідок чого два місцевих мешканці загинули, троє отримали поранення.